# Régiment Colonel-Général cavalerie
Pour les articles homonymes, voir Régiment Colonel-Général.
Le régiment Colonel-Général cavalerie est un régiment de cavalerie du royaume de France, créé en 1635, devenu sous la Révolution le 1er régiment de cavalerie puis à partir du Consulat le 1er régiment de cuirassiers.

## Création et différentes dénominations
- 1635 : création à partir d'un régiment de Saxe-Weimar sur le nom régiment de Trefsky-cavalerie
- 13 octobre 1641 : prend le nom de régiment de Flechstein-cavalerie
- 1649 : renommé régiment de Nimitz-cavalerie
- 3 juin 1651 : devient régiment de Turenne cavalerie
- 24 avril 1657 : renommé régiment Colonel-Général cavalerie
- 1er janvier 1791 : renommé 1er régiment de cavalerie
- 24 septembre 1803 : transformé en cuirassiers, le 1er régiment de cuirassiers

## Colonels et mestres de camp
Colonels généraux
- 24 avril 1657 : Henri de La Tour d'Auvergne, vicomte de Turenne
- 14 septembre 1675 : Frédéric-Maurice de La Tour d'Auvergne, comte d'Auvergne
- 10 février 1705 : Louis Henri de La Tour d'Auvergne comte d'Evreux
- 7 juillet 1740 : Godefroy Charles Henri de La Tour d'Auvergne
- 16 avril 1759 : Armand Louis de Béthune

Mestres de camp-lieutenants et colonels
- 26 octobre 1635 : N. Trefski
- 17 octobre 1641 : N. Flechstein
- 1649 : N. Nimitz
- 3 juin 1651 : Henri de La Tour d'Auvergne, vicomte de Turenne
- 24 avril 1657 : N. de Philip, marquis de Saint-Viance
- 19 janvier 1666 : Jean Jacques marquis de Renty[1]
- 16 mars 1674 : N. de Musse
- 168? : N. de Quémadeuc
- octobre 1702 : Guillaume Le Brun marquis de Dinteville[2].
- 1711 : N. comte d’Élèvemont
- 1717 : N. comte de Biouli
- 1er septembre 1730 : Léon François Le Gendre de Lormoy, comte d'Ons-en-Bray[3]
- 10 septembre 1744 : Jérôme Laurent d'Éon, marquis de Soisy[4]
- 1er mars 1748 : Charles, comte d'Ourches
- 1758 : Bon Guy Doublet, chevalier de Persan
- 13 avril 1761 : Anne Jacques Dubois, marquis de La Rochette
- 19 juillet 1763 : Jean François Drouhin d'Arquery, vicomte de Lhuys
- 20 avril 1768 : Joseph Moulins Brunet, marquis d'Évry
- 13 avril 1780 : Louis Zacharie, marquis de Vassan
- 7 mai 1785 : Charles Louis David Lepelletier d'Aunay, comte de Rosambo. Il y a là une "coquille" les « le Peletier d'Aunay » et les Modèle:Le Peletier de Rosanbo sont deux branches distinctes. Le Peletier d'Aunay ne pouvait pas être comte de Rosanbo (cf: Archives Rosanbo fonds le Peletier, 259 AP, Archives Nationales 1993).
- 25 juillet 1791 : Stanislas Marie Adélaïde, comte de Clermont-Tonnerre
- 5 février 1792 : Jacques Antoine Deschamps de La Varenne
- 9 mars 1793 : Claude Louis Doncourt
- 1er novembre 1793 : Jean Maillard
- 14 février 1795 : Jacques Séverac
- 5 janvier 1797 : Jean Juignet
- 3 décembre 1799 : Pierre Margaron
- 31 août 1803 : Marie Adrien François Guiton
- 1er avril 1807 : Sigismond Frédéric de Berckheim
- 16 juillet 1809 : Antoine Marguerite Clerc
- 11 mai 1814 : Philippe Christophe, baron de La Mothe-Guéry
- 25 mars 1815 : Michel Ordener

## Historique des garnisons, combats et batailles du régiment

### Origines
On s'est trompé sur l'origine de ce régiment, en le confondant avec le régiment français organisé en 1635 sous le titre de « Colonel général ». Celui-ci appartenait au duc d'Angoulême, Charles ou plutôt à son fils le comte d'Alais, Louis-Emmanuel, qui exerçait à cette époque, en survivance de son père, la charge de « colonel général de la cavalerie légère ». La permanence n'était pas encore acquise aux régiments ; ils suivaient la fortune de leurs chefs et ce premier régiment Colonel général perdit son titre et ses privilèges au moment où la charge de colonel général sortit de la famille de Valois-Angoulême pour passer dans la maison de La Tour d'Auvergne.
En fait, les choses se passèrent ainsi : le duc de Joyeuse, Louis de Guise, gendre du comte d'Alais, Louis-Emmanuel et titulaire de la charge à son tour, meurt en 1654 devant Arras. Turenne, qui en avait sans doute fait une des conditions de sa rentrée dans le devoir, est nommé colonel général, mais Mazarin refuse de le déclarer parce que Turenne est protestant et recule devant une abjuration. Il ne se décide qu'en 1657. Pendant ce temps, l'ancien régiment Colonel général, qui servait en Flandre, est envoyé au fond de l'Italie, sous les ordres de M. du Vignau, son premier capitaine, et il y est obscurément licencié à la fin de 1656. Turenne avait-il exigé ce licenciement pour éviter toute contestation ? C'est probable.
Quoi qu'il en soit, le maréchal, balancé entre ses opinions religieuses et ses intérêts, bien chapitré par les prélats de cour et encouragé par les dames qu'il aimait fort, finit par imiter Henri IV, et fut déclaré colonel général en cessant d'être protestant.
Le régiment de Turenne, qui devint le régiment Colonel général et qui a conservé ce titre depuis le 24 avril 1657 jusqu'au 1er janvier 1790, était un régiment weymarien, le seul qui ait survécu après la paix des Pyrénées des 16 régiments de cavalerie cédés à Louis XIII par le duc de Saxe-Weymar, et, suivant toute probabilité, il a dû être levé en 1631 par ce prince au moment où Gustave-Adolphe intervint les armes à la main dans les affaires d'Allemagne. Après la mort du roi de Suède, tué en 1633, à Lützen, Richelieu devint le véritable directeur de la guerre et s'attacha le duc de Weymar, dont il finit par acheter les troupes en vertu d'un traité signé en 1639. Elles étaient depuis le 26 octobre 1635 à la solde de la France.

### Régiment de Trefsky-cavalerie (1635-1641)

#### Guerre de Trente Ans
En 1636, sous les ordres du colonel Trefski, on rencontre pour la première fois le régiment de Trefsky-cavalerie à l'armée de Lorraine. 
Les années suivantes il est sur le Rhin. 
En 1640, il occupe Pont-à-Mousson. 

### Régiment de Flechstein-cavalerie (1641-1649)

#### Guerre de Trente Ans
En 1641, il retourne en Allemagne, et devint le 17 octobre la propriété du colonel Flechstein. 
Sous ce nouveau nom, il est cité en 1643 à la bataille de Tuttlingen.
En 1645 le régiment participe aux batailles de Mariendal et de Nordlingen. 
En 1647, le régiment de Flechstein-cavalerie est à l'armée de Flandre. 
Il retourne en Allemagne en 1648, revient en Flandre en 1649 et il est donné au
colonel Nimitz. Il était alors, et depuis le 24 février 1647, complètement assimilé aux régiments français, se recrutant comme eux et roulant avec eux en toutes circonstances.

### Régiment de Nimitz-cavalerie (1649-1651)

#### La Fronde
Pendant les troubles de la Fronde, Nimitz fut appelé en Picardie.

### Régiment de Turenne cavalerie (1651-1657)

#### La Fronde
Ce fut le 3 juin 1651 que, devenu la propriété de l'illustre maréchal, il prit le nom de régiment de Turenne cavalerie. Il était alors par l'ancienneté de son chef comme mestre de camp, et par suite des réformes et des destructions survenues dans la tête de la cavalerie, le onzième des régiments de cavalerie en service. 
Le maréchal de Turenne, qui se faisait un peu payer sa soumission par Mazarin, obtint d'abord de reconstituer le régiment sur le pied de 6 compagnies, et le 29 décembre suivant il fut autorisé à le porter à 12. Il servit cette même année en Lorraine et assista à la prise de Chasté. 
En 1652, la guerre civile l'appela sur la Loire, et on le trouve à Gergeau, à Bléneau, à la bataille et au siège d'Étampes, au combat du faubourg Saint-Antoine et à la poursuite des Lorrains.

#### Guerre franco-espagnole
En 1653, dans le cadre de la guerre franco-espagnole, il contribue à la prise de Rethel, de Mouzon et de Sainte-Menehould. 
En 1654, il est en Flandre, aux sièges de Stenay, d'Arras, du Quesnoy et de Binche.
En 1655, il participe au ravitaillement du Quesnoy, de Landrecies, de Condé et de Saint-Ghislain
En 1656 le régiment est devant Valenciennes et La Capelle.

### Régiment Colonel-Général cavalerie
Turenne ayant enfin été déclaré colonel de la cavalerie légère, son régiment prit, le 24 avril 1657, le titre de régiment Colonel-Général cavalerie, titre qui entraînait deux conséquences importantes : 
1. sa première compagnie reçut en dépôt la cornette blanche
2. il prit de droit le premier rang dans la cavalerie, conformément à l'ordre royal du 29 mai 1645 qui avait accordé la préséance aux régiments des officiers de l'état-major de la cavalerie.

Cette mesure avait été prise par Anne d'Autriche pour en finir avec les réclamations du régiment Royal cavalerie qui, formé le 16 mai 1635, disputait le pas au régiment du duc d'Angoulême, Charles organisé le 24 janvier 1638

#### Guerre franco-espagnole
Le marquis de Saint-Viance, placé par Turenne à la tête de son régiment en qualité de mestre de camp commandant, conduisit celui-ci en 1657 à la prise de Montmédy, de Cambrai, de Saint-Venant, de Waters, Bourbourg, La Motte-aux-Bois et Mardyck. 
En 1658, le régiment Colonel-Général cavalerie participe à la victoire des Dunes, et demeure cantonné dans les Flandres, où il subit le 20 juillet 1660 la réforme ordonnée par Louis XIV. Il n'en resta sur
pied que la compagnie colonelle.

#### Guerre de Dévolution
Rétabli le 5 décembre 1665 et placé sous les ordres de Jean Jacques marquis de Renty, il assista en 1667, dans le cadre de la guerre de Dévolution à la prise de Tournai, de Douai et de Lille. 
On le trouve en 1668 en garnison à Audenarde, fort de 9 compagnies, et celles de ces compagnies qui échappèrent aux réformes de cette année demeurèrent dans cette place.
Les régiments appartenant aux officiers généraux de la cavalerie, au roi et aux princes de sa famille étant devenus permanents à partir de l'année 1671, comme l'étaient déjà les régiments de l'infanterie, le rang et les privilèges du corps se trouvèrent fixés. Le régiment Colonel-Général cavalerie est resté jusqu'à la fin 1er régiment de cavalerie et « Colonel général », et sa 1re compagnie eut, à l'exclusion de toute autre troupe de cavalerie légère, droit à l'enseigne blanche, entièrement blanche, ainsi qu'à l'emploi de chevaux gris. Toute la cavalerie légère devait le salut à la cornette blanche, et celle-ci ne le devait qu'aux princes de sang, au général commandant la cavalerie de l'armée où elle se trouvait, et au général en chef de cette armée.

#### Guerre de Hollande
En 1672, le régiment Colonel-Général cavalerie, rétabli sur le pied de 6 compagnies, fait partie de l'armée du roi en Hollande. Il passe l'hiver dans la province d'Utrecht.
Il assiste en 1673 au siège de Maastricht et rallie ensuite l'armée que commandait Turenne sur le Rhin. 
Il combat avec le maréchal en 1674 à Seintzheim, où son glorieux chef charge à la tête de ses escadrons, à Entzheim et à Mulhouse. 
En 1675, on le voit aux batailles de Turckheim et d'Altenheim, et au secours d'Haguenau et de Saverne. Il ne paraît pas s'être trouvé à la bataille de Sasbach, où Turenne fut tué d'un coup de canon.
Pendant les campagnes suivantes, on ne voit plus figurer le régiment Colonel-Général cavalerie dans les grandes armées d'opérations. Fut-ce par suite du sourd mécontentement éprouvé par Louis XIV après le refus fait par Frédéric-Maurice, comte d'Auvergne de céder sa charge au duc du Maine, Louis-Auguste de Bourbon ? 
Faut-il attribuer l'oubli dans lequel a vécu le régiment pendant plusieurs années à l'obscurité des mestres de camp par lesquels il convint au comte d'Auvergne de se faire représenter ? Il est impossible de le dire. 

#### Guerre de la Ligue d'Augsbourg
Toujours est-il que le régiment ne reparaît nettement qu'en 1688, durant la guerre de la Ligue d'Augsbourg, au siège de Philippsbourg, à celui de Namur en 1692, et aux combats d'Heidesheim et de Steinbach (Steinbach (de)).

Il demeura probablement sur le Rhin les dernières années de cette guerre, et il ne s'y passa rien de remarquable.

#### Guerre de Succession d'Espagne
La guerre de Succession d'Espagne lui fut plus favorable. Envoyé en Italie, il prit part, en 1702, à la victoire de Luzzara, à l'expédition dans le Trentin, en 1703, et aux sièges de Verceil, d'Ivrée et de Verrue. 
À Calcinato, le 19 avril 1706, il gravit résolument une montagne fort rude, surprit et défit l'aile droite de l'ennemi.
Appelé à l'armée de Flandre, après la perte de la bataille de Turin et l'évacuation de l'Italie, il se trouva en 1708 à la bataille d'Audenarde, en 1709 à celle de Malplaquet et en 1712 à celle de Denain, suivie de la prise de Douai, du Quesnoy et de Bouchain. 
En 1713, il est envoyé à l'armée du Rhin et concourt à la défaite du général Vaubonne et à la prise de Landau et de Fribourg.
En 1714, il fait partie du camp de la Haute-Meuse.

#### Guerre de Succession de Pologne
En 1730, il fait partie du camp de la Sambre et est envoyé en 1733, dans le cadre de la guerre de Succession de Pologne à l'armée du Rhin, il assiste au siège de Kehl. 
L'année suivante, il prend part au combat des lignes d'Ettlingen et au siège de Philippsbourg.
En 1735, il est à la bataille de Klausen. A la paix, il eut ses quartiers à Mouzon et Damvillers.

Uniformes
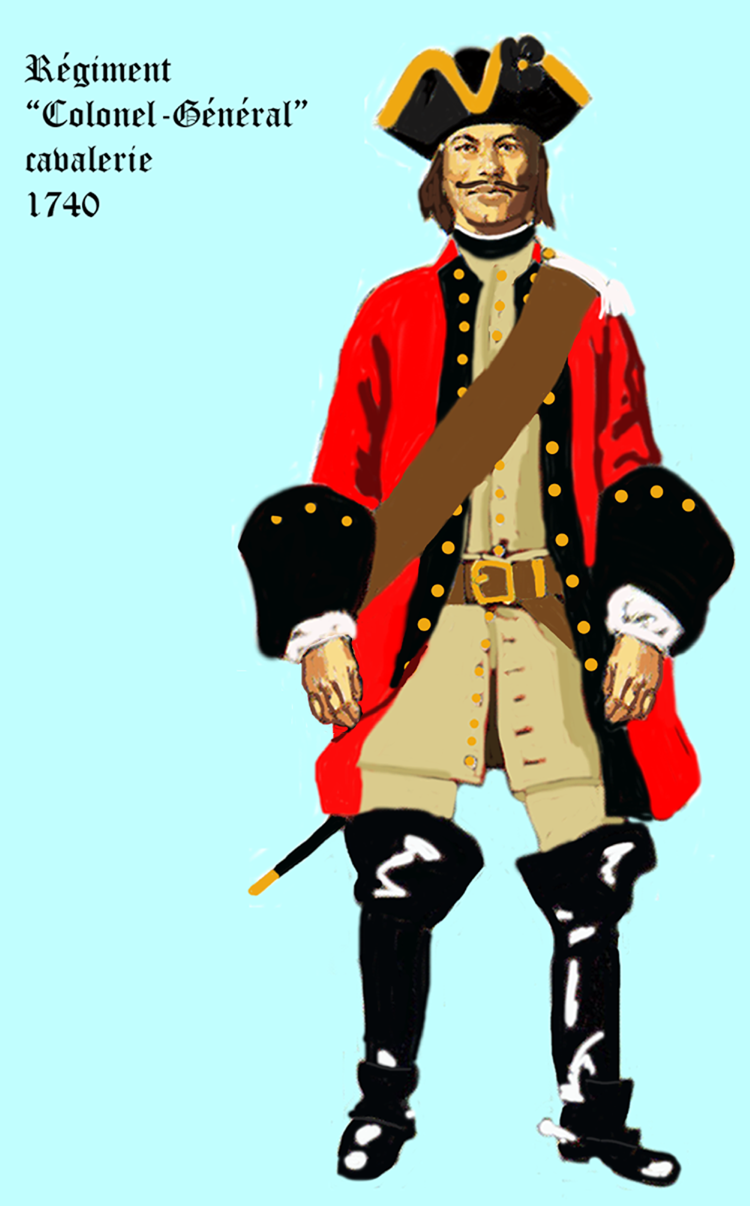
régiment Colonel-Général cavalerie de 1740 à 1757

#### Guerre de Succession d'Autriche
Dans le cadre de la guerre de Succession d'Autriche, le régiment est désigné en 1741 pour l'armée de Bohême.
En 1742, il assiste à la prise de Prague, aux batailles de Písek et de Sahay, se trouve au ravitaillement de Frauenberg, à la défense de Prague et aux divers engagements de la retraite.
Rentré en France en février 1743, il se refait à Pontarlier et Ornans, passe dans la haute Alsace, arrive à Strasbourg à la fin de mai, est incorporé dans l'armée du Rhin et assiste à la bataille de Dettingen et au combat de Rheinweiler. 
En 1744, après avoir passé l'hiver à Péronne et Saint-Quentin, il joint l'armée de Flandre, couvre les lignes de Menin et termine la campagne au camp de Courtrai. 
En 1745, il combat vigoureusement à Fontenoy et poursuit les Anglais en déroute. Il assiste ensuite à la prise de Tournai, où il reste en garnison.
En 1746, il est à l'occupation de Bruxelles et à la bataille de Raucoux.
En 1747, il combat encore à Lawfeld, passe l'hiver à Audenarde et achève cette guerre en 1748 au siège de Maastricht. 
La paix faite, il est envoyé à Vesoul, qu'il quitte en 1751 pour aller à Belfort, puis à Valenciennes en 1753, au camp d'Aymeries-sur-Sambre, et à Limoges en 1754, à Strasbourg en 1756 et à Landau en 1757.

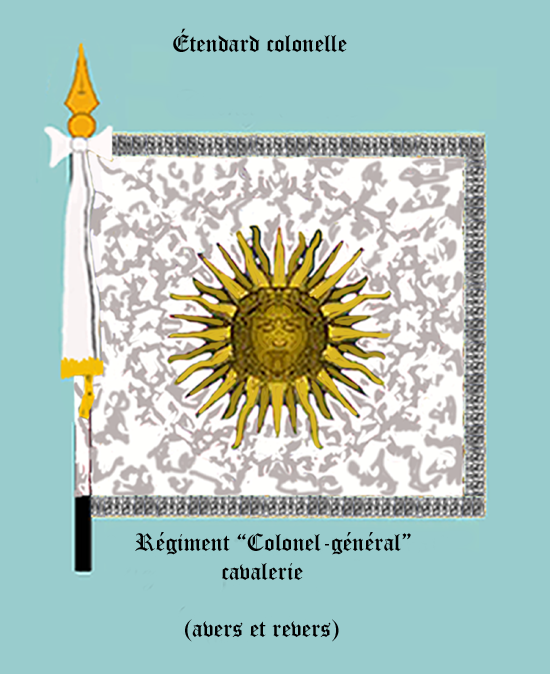
compagnie colonelle vers 1750, avers et revers
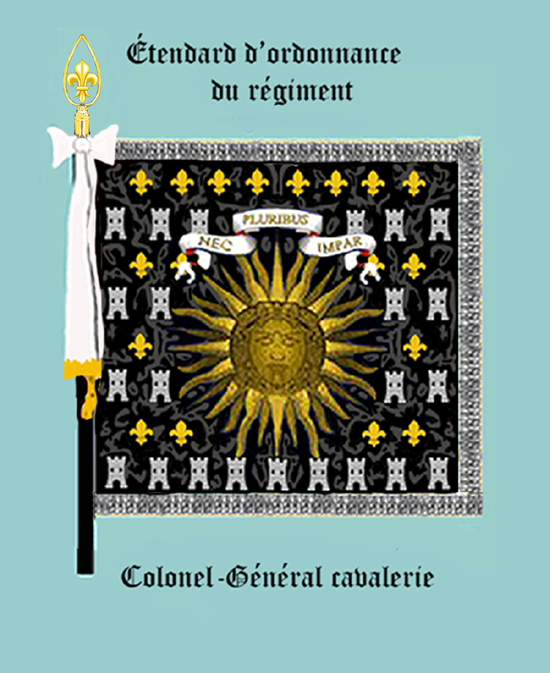
vers 1750, avers
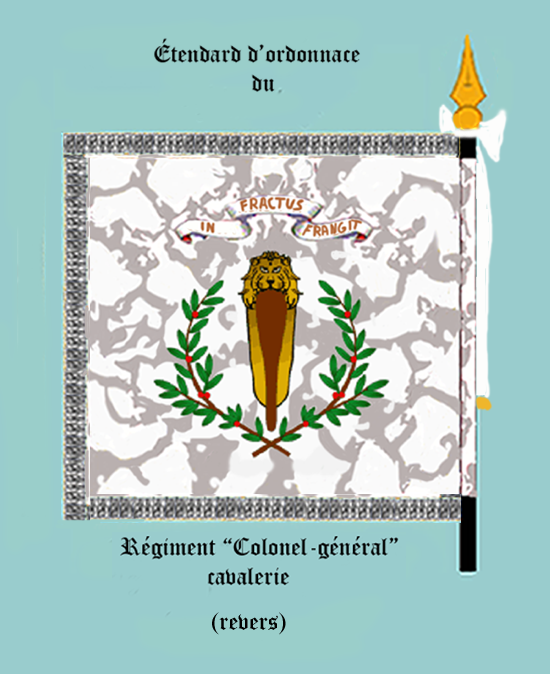
vers 1750, revers
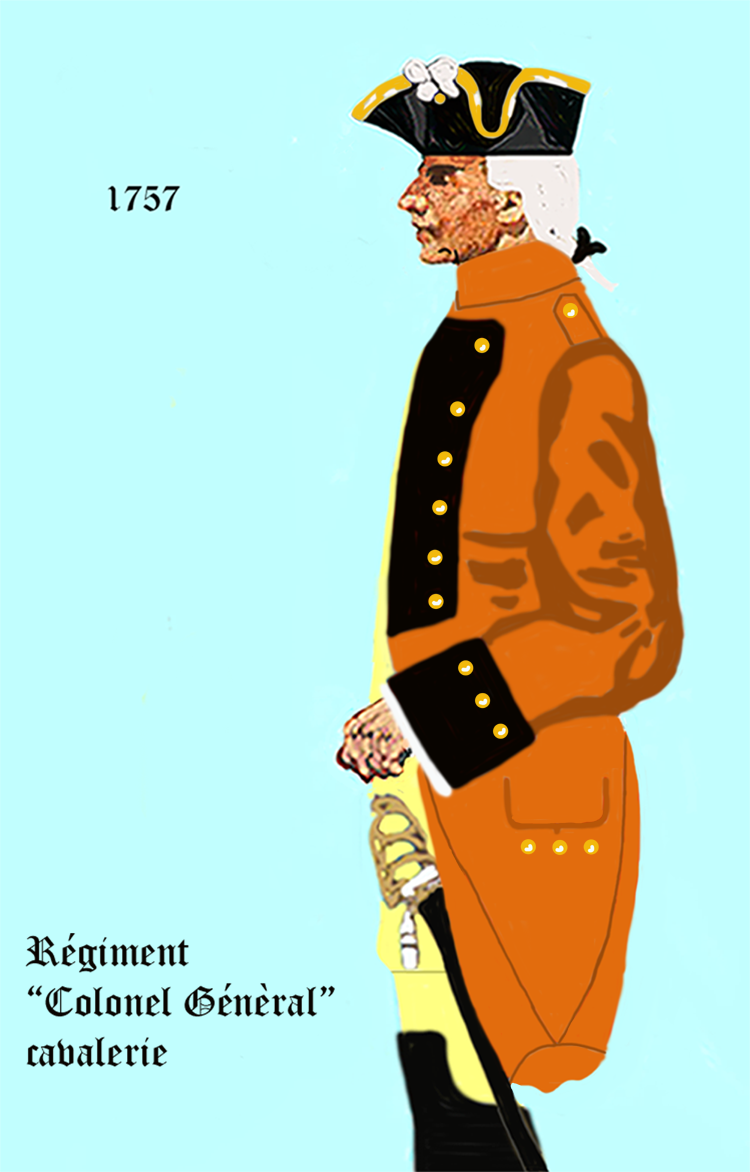
régiment Colonel-Général cavalerie de 1757 à 1762

#### Guerre de Sept Ans
Après la guerre de Sept Ans, dont le régiment Colonel-Général cavalerie a fait toutes les campagnes en Allemagne et où il combattit à Hastenbeck et à Minden, il reçut par incorporation les 4 compagnies du régiment de Montcalm et fut complètement réorganisé à Gray le 1er avril 1763, sur le pied de la nouvelle ordonnance.

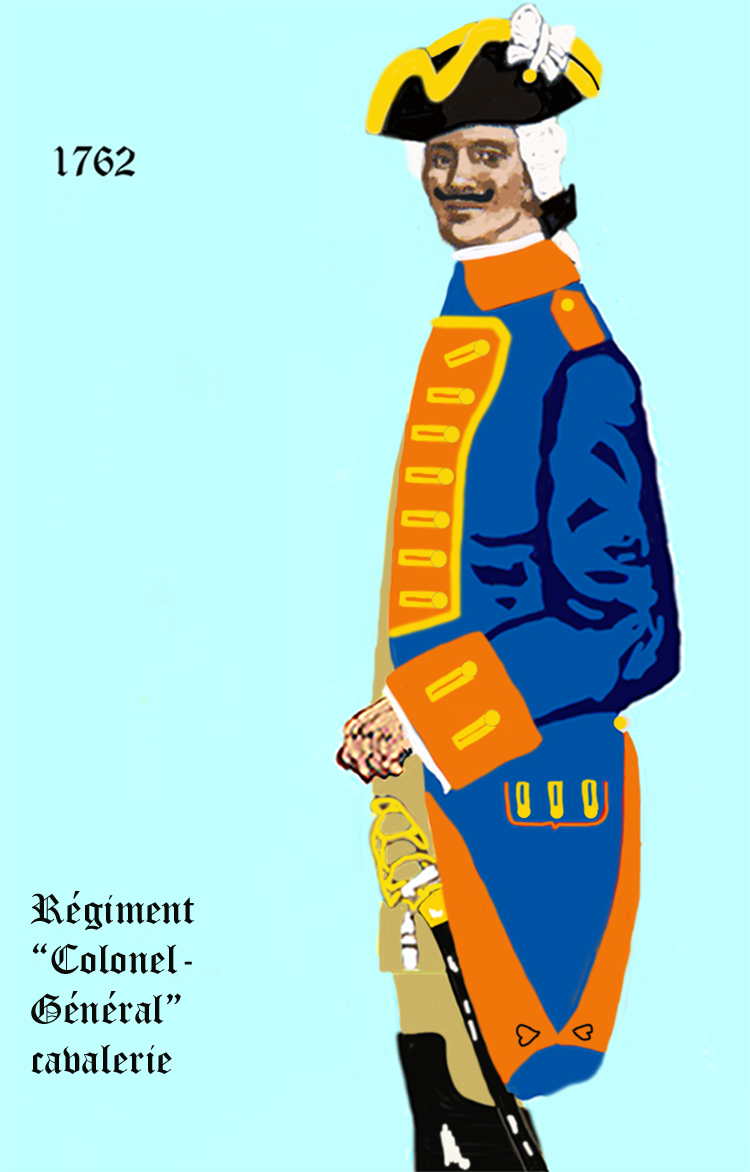
régiment Colonel-Général cavalerie de 1762 à 1767
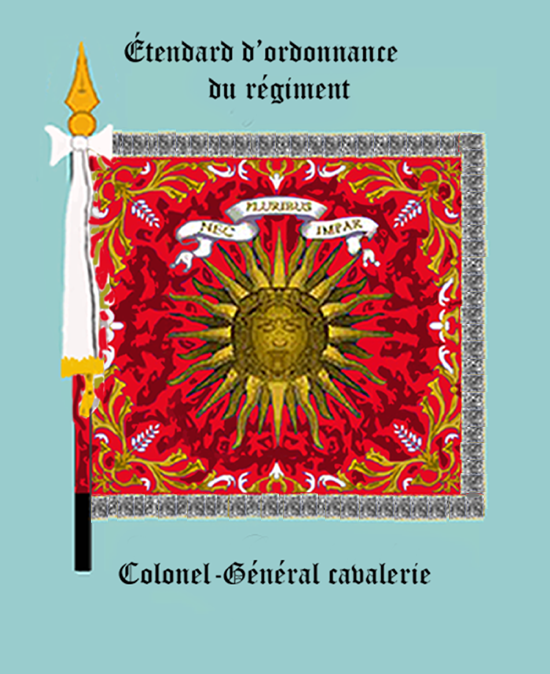
vers 1770, avers
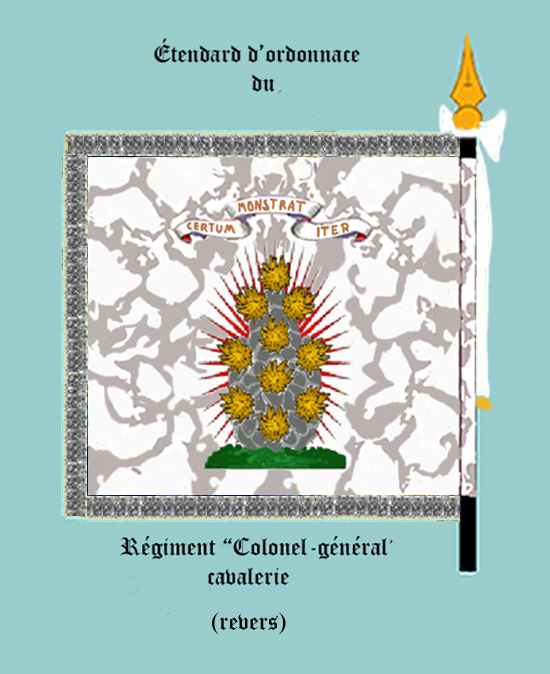
vers 1770, revers

#### Période de paix
On le trouve ensuite à Maubeuge en 1765, à Strasbourg en 1767, à Vendôme en 1769, à Stenay en 1772, à Issoudun en 1774, à Strasbourg en 1776, à Schlestadt en 1778, à Joinville en 1779, à Metz en 1780, à Calais en 1781, à Moulins en 1783, à Colmar en 1786, à Sedan en 1787, à Lille en 1788, à Philippeville en 1790 et à Condé en 1792.

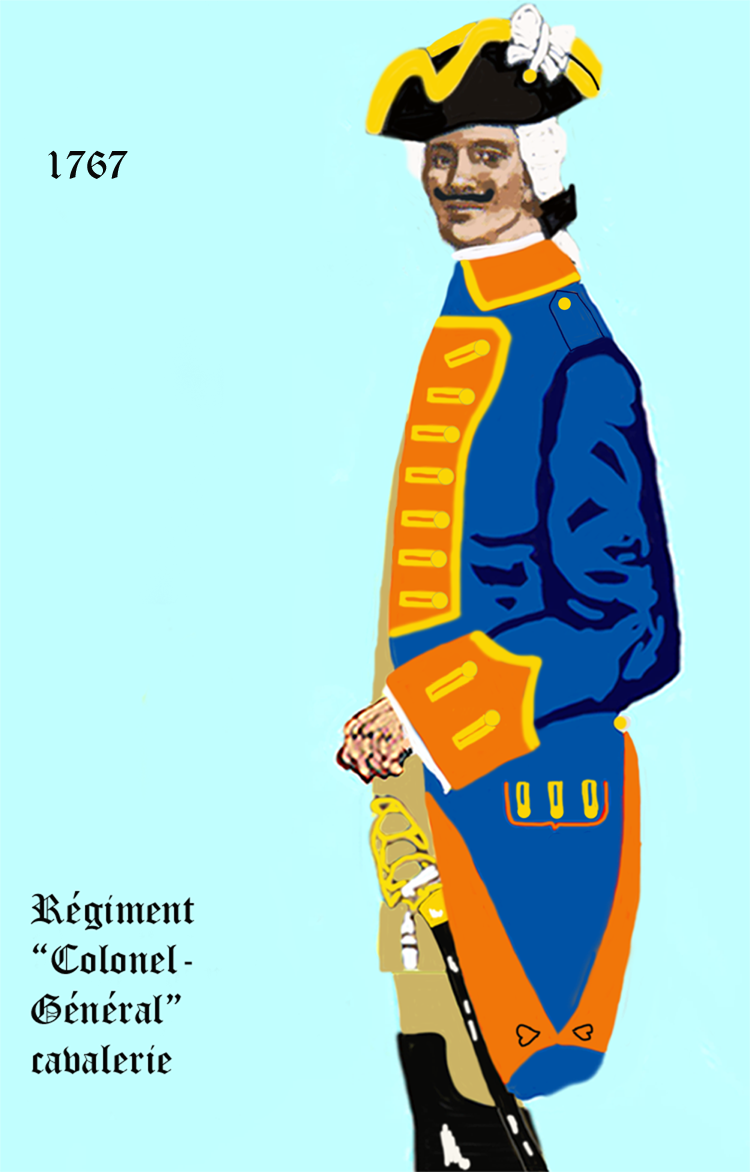
régiment Colonel-Général cavalerie de 1767 à 1776
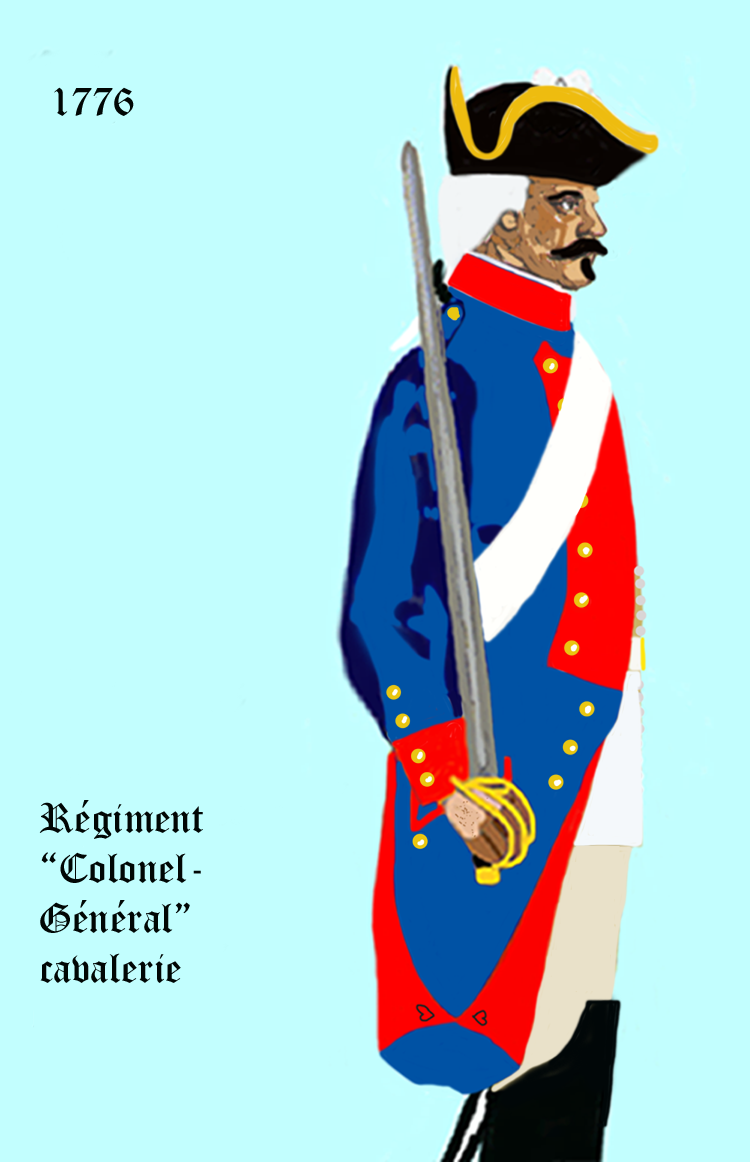
régiment Colonel-Général cavalerie de 1776 à 1779
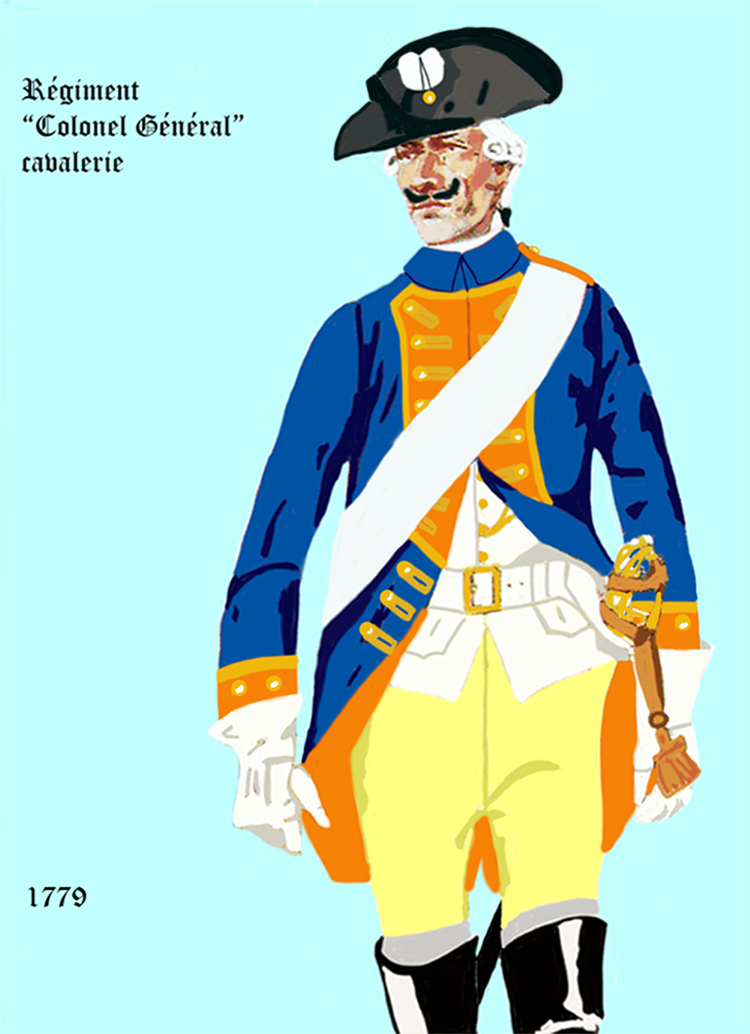
régiment Colonel-Général cavalerie de 1779 à 1786
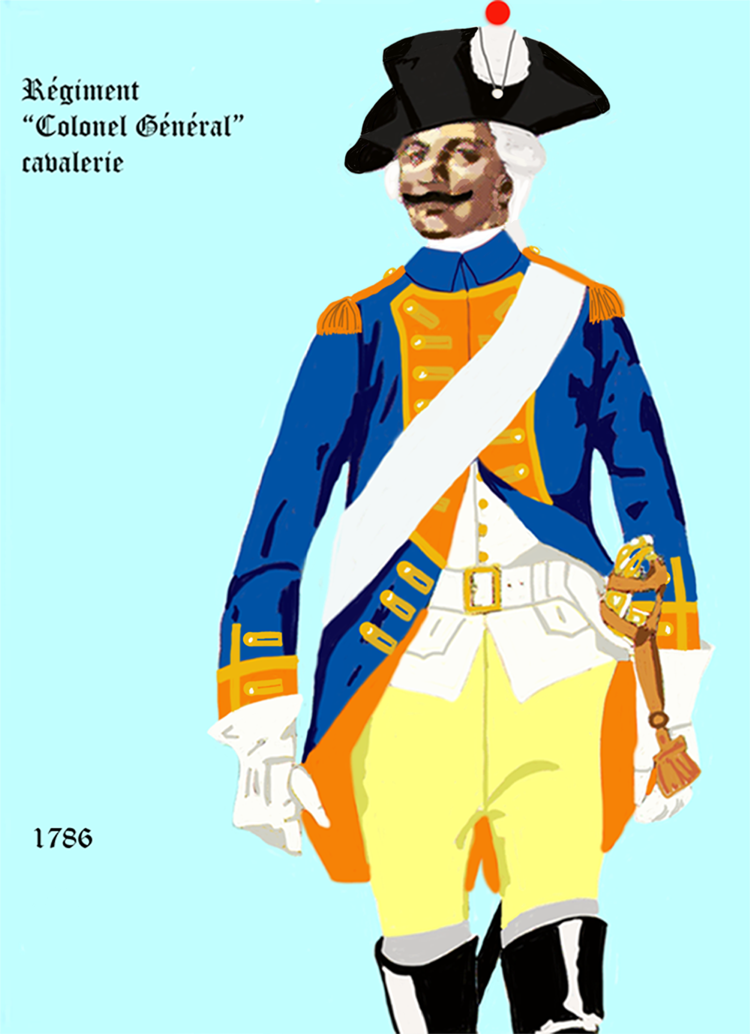
régiment Colonel-Général cavalerie de 1786 à 1791
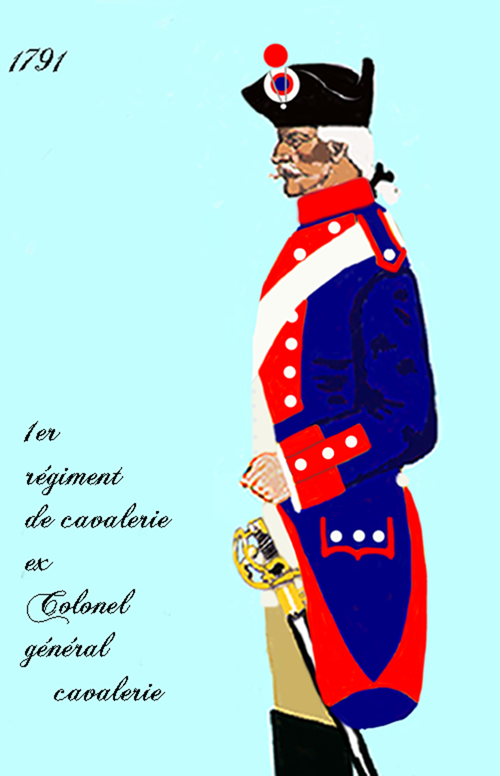
1er régiment de cavalerie à partir de 1791

#### Révolution et Empire
Par ordonnance royale en date du 1er janvier 1791, le régiment Colonel-Général cavalerie prend le nom de 1er régiment de cavalerie.
Par arrêté du 18 nivôse an IV (8 janvier 1796), le 1er régiment de cavalerie prend le nom de 1er régiment de cuirassiers.